# State of Euphoria
State of Euphoria este cel de-al patrulea album de studio al trupei americane de thrash metal Anthrax lansat la 19 septembrie 1988.

## Cântece
- „Be All, End All” - 6:22
- „Out of Sight, Out of Mind” - 5:13
- „Make Me Laugh” - 5:41
- „Antisocial” - 4:27
- „Who Cares Wins” - 7:35
- „Now It's Dark” - 5:34
- „Schism” - 5:27
- „Misery Loves Company” - 5:40
- „13” - 0:49
- „Finale” - 5:47

## Personal
- Joey Belladonna – Vocal
- Dan Spitz – chitara
- Scott Ian – chitara,vocal
- Frank Bello – bas
- Charlie Benante – tobe